# 암소 (드라마)
《암소》는 한국방송공사 1TV 특집드라마이다.

## 기획 의도
1960년대, 고도 성장속에서 파헤쳐가는 농촌의 현실을 그린 드라마

## 제작진
- 극본 : 박구홍
- 연출 : 박진수

## 출연진
- 남일우
- 박칠용
- 박혜숙
- 윤문식
- 이한수
- 최선자
- 최주봉
- 황범식